# Championnat NCAA masculin de basket-ball 1986
Le Championnat NCAA de basket-ball 1986 est la 48e édition du championnat universitaire américain de basket-ball. 64 équipes s'y sont affrontées en matchs à élimination directe jusqu'au Final Four qui s'est tenu à la Reunion Arena de Dallas.
La finale, disputée le 31 mars, est remportée par Louisville, deuxième titre de son histoire après ceux de celui de 1980, face à Duke 63-62.

## Final Four
|  | Demi-finales | Demi-finales |            |    | Finale       | Finale |
|  | Demi-finales | Demi-finales |            |    | Finale       | Finale |
|  |              |              |            |    |              |        |
|  |              |              |            |    | 31 mars 1986 |        |
|  |              |              |            |    |              |        |
|  | Louisville   | 88           |            |    |              |        |
|  | Louisville   | 88           |            |    |              |        |
|  | LSU          | 77           |            |    |              |        |
|  | LSU          | 77           | Louisville | 72 |              |        |
|  |              |              | Louisville | 72 |              |        |
|  |              | Duke         | 69         |    |              |        |
|  | Duke         | Duke         | 69         | 71 |              |        |
|  | Duke         |              |            | 71 |              |        |
|  | Kansas       | 67           |            |    |              |        |
|  | Kansas       | 67           |            |    |              |        |

## Récompenses individuelles
- Trophée Wooden : Walter Berry[2].
- Trophée Naismith : Johnny Dawkins[2].
- Most Oustanding Player (joueur le plus remarquable du Final Four) : Pervis Ellison[2].